# Mini Cooper SE
Mini Cooper SE – samochód elektryczny klasy aut miejskich produkowany pod brytyjską marką Mini od 2019 roku.

## Historia i opis modelu

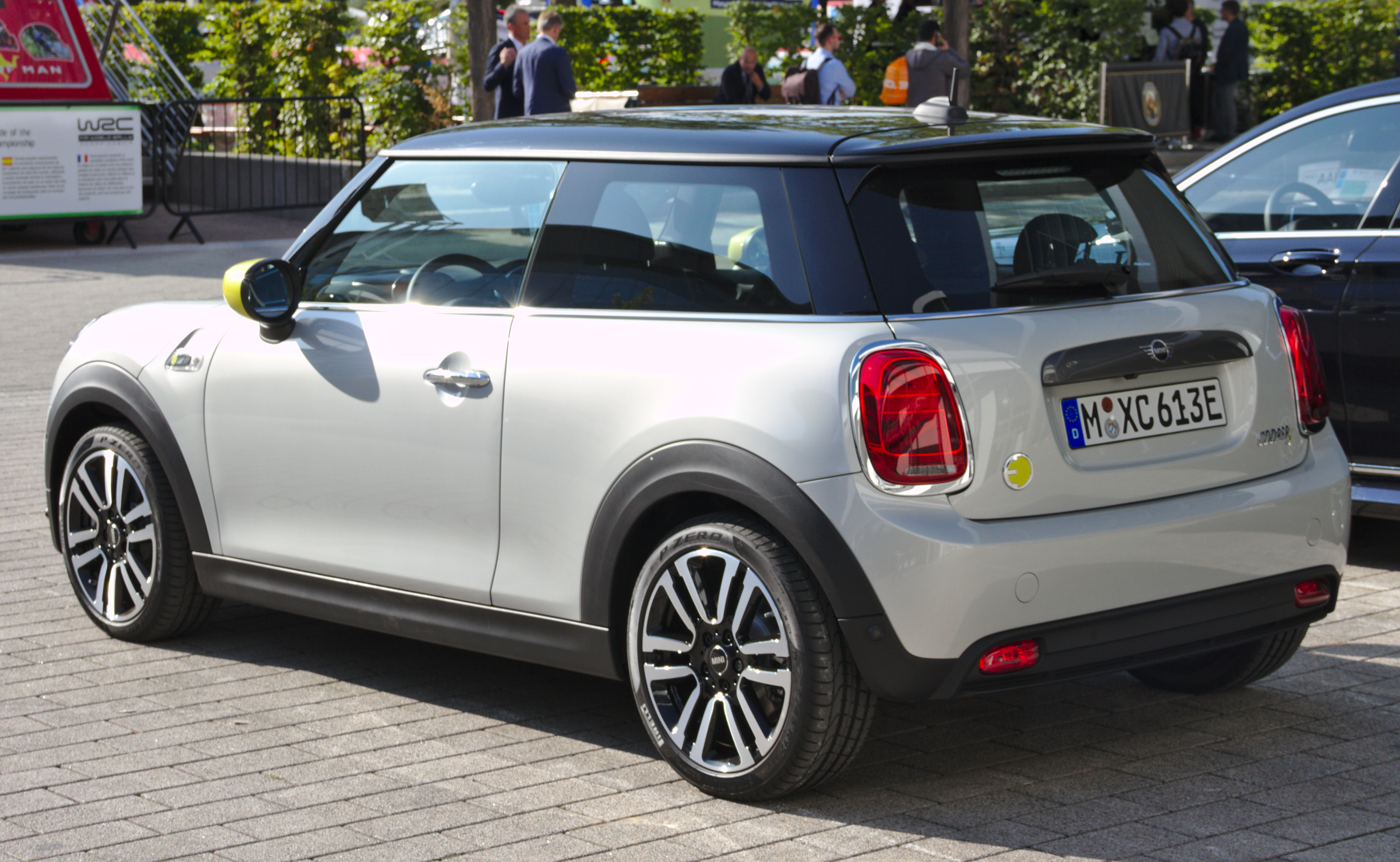
Mini Cooper SE - tył

Studyjną zapowiedzią pierwszego seryjnie produkowanego samochodu elektrycznego marki Mini był prototyp Mini Electric Concept przestawiony we wrześniu 2017 roku. Seryjny model o nazwie Cooper SE został zaprezentowany w lipcu 2019 roku. Samochód pod kątem wizualnym zyskał szereg modyfikacji w celu odróżnienia od pokrewnego, spalinowego modelu Hatch - pojawiły się specjalne alufelgi, plastikowa zaślepka zamiast atrapy chłodnicy, a także zielone akcenty zdobiące przedni zderzak i obudowy lusterek bocznych.
Cooper SE napędzany jest silnikiem elektrycznym rozwijającym moc 184 KM. Napęd współtworzy zestaw akumulatorów o pojemności 32,6 kWh. Prędkość maksymalną ograniczono do 150 km/h, a maksymalny zasięg modelu wynosi ok. 230-270 kilometrów.
Produkcja Mini Coopera SE ruszyła w listopadzie 2019 roku na tych samych liniach produkcyjnych marki w Oxfrodzie, co spalinowy wariant.